# Tantow
Tantow è un comune di 833 abitanti del Brandeburgo, in Germania.

Appartiene al circondario dell'Uckermark ed è parte della comunità amministrativa di Gartz.

## Geografia antropica

### Suddivisioni amministrative
Il territorio comunale si divide in 2 zone (Ortsteil), corrispondenti al centro abitato di Tantow e a 1 frazione:

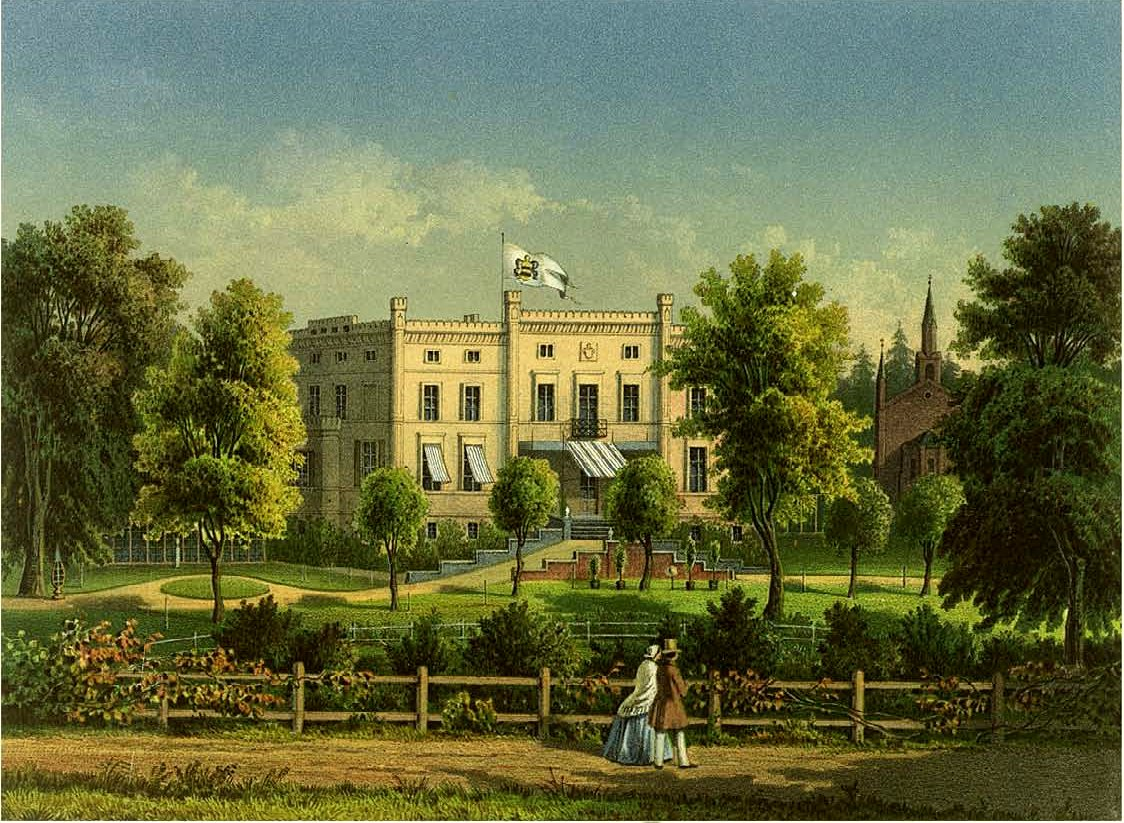
Palace Tantow around 1860, Edition by Alexander Duncker

- Tantow (centro abitato)
- Schönfeld